# Преса України (державне видавництво)
Пре́са Украї́ни — державне видавництво Державного управління справами, яке об'єднує ряд провідних сучасних поліграфічних підприємств, економічно та технологічно пов'язаних між собою.
У вересні 2018 року стало відомо що державне видавництво Преса України зачиняється.

## Етапи історії
У лютому 1919 року більшовицькою владою у Харкові було створено щоденну газету «Комуніст» (видавалась 1920 - 1943). Цю дату вважають початком діяльності видавництва. Пізніше газету й видавництво було перейменовано в «Радянська Україна». Під такою назвою воно функціонувало з 1943 по 1992 роки.
1934 у зв'язку зі зміною столиці УРСР перенесене до Києва.
1944 - 1960 - Видавництво "Радянська Україна".
У 1958 - 1960 роках за проєктом відомого архітектора Віктора Єлізарова та М. І. Лугового були збудовані нові просторі виробничі корпуси, які стали найбільшими у державі.
1961 - 1963 роки підприємство має назву Видавництво і комбінат друку "Радянська Україна".
У 1964  році в результаті реорганізації видавничої справи видавництво було підпорядковане Державному комітету Ради міністрів УРСР по пресі і одержало назву Газетно-журнальне видавництво і комбінат друку "Радянська Україна".
З 1992 року видавництво "Радянська Україна" відповідно наказу Держкомпреси №14 від 6 лютого 1992 змінює назву на Державне видавництво «Преса України».

## Спеціалізація
Спеціалізацією Державного видавництва «Преса України» є друк газет, журналів, видання книг, образотворчої та іншої друкованої продукції.
Основними напрямами діяльності видавництва також є виготовлення й реалізація рекламної продукції, надання дизайнерських, рекламних, інформаційних, поліграфічних, видавничих та інших видів послуг.

## Засоби масової інформації
На базі видавництва «Преса України» розмістилися редакції й виходять у світ такі відомі газети й журнали: «Україна молода», «Український футбол», «Перченя», «Жінка», «Українська культура», «Наука і суспільство», «Людина і світ», «Економіка України».

## Керівництво
Видавництво очолює Мельник Сергій Анатолійович.

## Розташування
Розташоване у місті Києві на Берестейському проспекті, 50.